# 李元 (1894年)
李元（1894年—1979年），男，江西吉安人，中国人民解放军将领、中国人民解放军开国少将。曾任中国人民解放军济南军区后勤部第一副部长。

## 生平
1955年，授予中国人民解放军少将。